# Przymierze (film 2001)
Przymierze (ang. The Brotherhood lub I've Been Watching You) – film fabularny produkcji amerykańskiej z 2001 roku w reżyserii Davida DeCoteau'a, poruszający motywy homoerotyczne.

## Opis fabuły
Student college'u Chris Chandler zostaje zaproszony przez kolegę z uczelni, Devona, do elitarnego bractwa studenckiego. Młody mężczyzna nie wie, że wstąpił do stowarzyszenia wampirów.